# Epidendrum quispei
Epidendrum quispei är en orkidéart som beskrevs av Eric Hágsater och Benjamin Collantes. Epidendrum quispei ingår i släktet Epidendrum och familjen orkidéer.
Artens utbredningsområde är Peru. Inga underarter finns listade i Catalogue of Life.